# Thumsenreuth

Grabstein der Martha Notthafft, geb. von Seckendorff † 1589

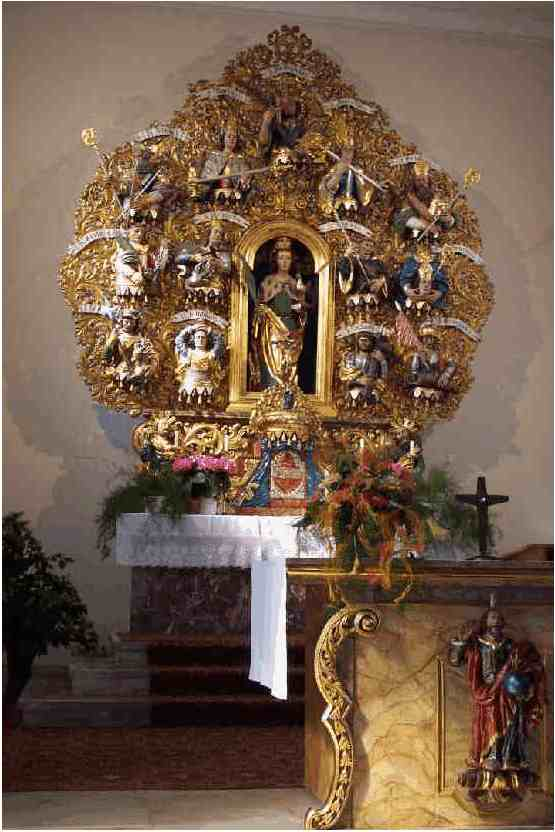
Der Vierzehn-Nothelfer-Altar in der Kath. Kirche, 2004

Thumsenreuth (bairisch: Dumsarad) ist ein Gemeindeteil der Gemeinde Krummennaab im oberpfälzischen Landkreis Tirschenreuth.

## Lage
Das Pfarrdorf liegt an der Staatsstraße 2121 zwischen Friedenfels und Krummennaab. Unmittelbar rördlich des Ortes befindet sich das Dorf Kohlbühl, zwischen beiden Dörfern fließt der Grenzbach, der im Nordosten von Thumsenreuth in den Heinbach mündet.

## Geschichte
1259 fand der Ort mit einem als Urkundenzeugen genannten „Marchwardus de Domsenreut“ seine erste urkundliche Erwähnung. Ursprünglich im Besitz der Wolff von Weißenstein (dann Wolff von Thumsenreuth) und mit diesen verwandter Familien, gelangte Thumsenreuth in der ersten Hälfte des 15. Jahrhunderts in die Hände der Notthafft von Weißenstein. Im 15. und vor allem im 16. Jahrhundert, als bereits der Verfall der Burg Weißenstein einsetzte, war Thumsenreuth der wohl beliebteste Sitz der Notthafft im Steinwaldgebiet. 1596 war Christoph II. Notthafft von Weißenstein wegen seiner drückenden Schuldenlast gezwungen, seinen Thumsenreuther Besitz an Hans Georg Schlaher zu veräußern. 1661 kam Thumsenreuth in den Besitz der Familie von Lindenfels, die das Schloss noch heute besitzt. 
Am 1. Juli 1972 wurde Thumsenreuth in die Gemeinde Krummennaab eingegliedert.

## Sehenswürdigkeiten

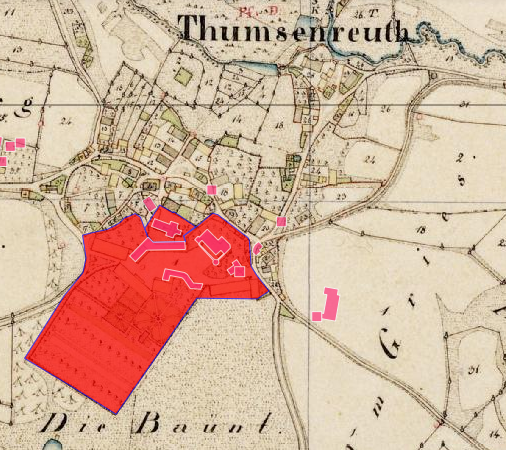
Lageplan von Schloss Thumsenreuth auf dem Urkataster von Bayern

Das Schloss Thumsenreuth hatte im dritten Viertel des 16. Jahrhunderts bereits eine ähnliche Gestalt wie heute. Dies beweist eine Miniaturansicht auf einer aus dieser Zeit stammenden Karte, die im Staatsarchiv Amberg aufbewahrt wird. Christoph Notthafft, der 1586 in den Besitz von Thumsenreuth kam, ließ das Schloss noch im selben Jahr renovieren und mit einem Erker schmücken. Dieser trägt sein Familienwappen sowie die Wappen seiner beiden Ehefrauen Dorothea von Biberern und Martha von Seckendorff. Seit 1661 befindet sich das Schloss Thumsenreuth in den Händen der Familie von Lindenfels, die es in den Jahren 1992 bis 1994 in vorbildlicher Weise restaurieren ließ. Das Schloss befindet sich heute in Privatbesitz. Die Anlage wird als Bodendenkmal unter der Aktennummer D-3-6138-0073 im Bayernatlas als „archäologische Befunde im Bereich des Schlosses von Thumsenreuth, zuvor mittelalterliche Burg“ geführt. Ebenso ist sie unter der Aktennummer D-3-77-132-21 als denkmalgeschütztes Baudenkmal von Thumsenreuth verzeichnet.
Die evangelische Pfarrkirche St. Ägidius spielte im Mittelalter eine wichtige Rolle als Mutterpfarrei des südlichen Steinwald-Vorlandes. 1431 verkaufte Wolfart Wolf von Thumsenreuth das Kirchlehen über die Kirche in Thumsenreuth an die Notthafft von Weißenstein; bis in das 19. Jahrhundert war hier das Erbbegräbnis dieser Familie. 1497 stiftete Hans IV. Notthafft eine Frühmesse in der Kirche. Sein Sohn Hans V. führte die Reformation ein und ließ 1547 den ersten evangelischen Gottesdienst in Thumsenreuth halten.
Seit 1421 gehörte Thumsenreuth zum Gemeinschaftsamt Parkstein-Weiden. Nachdem der kurpfälzische Anteil des Gemeinschaftsamtes im Dreißigjährigen Krieg an den katholischen Herzog von Pfalz-Neuburg gefallen war, wurden die unter dem Schutz des lutherischen Herzogs von Sulzbach lebenden Protestanten mit der Gegenreformation konfrontiert. Am 22. Februar 1652 wurde durch den sogenannten Kölner Vergleich ein Kompromiss zwischen Herzog Christian August von Sulzbach und dem Erbprinzen Philipp Wilhelm von Neuburg geschlossen. Es wurde das sogenannte Simultaneum eingeführt. Den Katholiken wurden die gleichen Rechte wie den Evangelischen sowie der halbscheidliche Genuss aller Pfarr- und Kirchengüter und der Kirchen- und Schulgebäude eingeräumt. Dieser Zustand des Simultaneums bestand bis in die 1930er Jahre. Das Ende des Simultaneums in Thumsenreuth wurde am 20. März 1935 notariell beurkundet, bereits am Tag darauf wurde der Bau einer katholischen Kirche im Ort beschlossen und in den Jahren 1935 und 1936 umgesetzt.
Ihr heutiges Aussehen erhielt die Ägidienkirche durch Veränderungen im 17. und 18. Jahrhundert. Kanzel und Altar sind Werke des Bildhauers Johann Michael Doser und entstanden in den Jahren 1718 bzw. 1725. Erwähnenswert ist auch der Grabstein der 1589 verstorbenen Martha Notthafft, geb. von Seckendorff, auf dem eine Reliefdarstellung des Schlosses Thumsenreuth zu sehen ist.
Die katholische Kirche entstand 1935. Sie beherbergt einen der schönsten Akanthusaltäre der Oberpfalz. Der aus der profanierten Kirche St. Veit in Erbendorf stammende Altar enthält in der Mittelnische seines monstranzförmigen Aufbaues eine aus der Zeit um 1500 stammende Figur des heiligen Vitus. Diese ist von den Büsten der übrigen Vierzehn Nothelfer umgeben. Mit diesem um 1750 durch den Erbendorfer Künstler Sigmund Windisch geschaffenen und von Paul Fichtacher gefassten Meisterwerk fand die Tradition der Akanthusaltäre in der nördlichen Oberpfalz ihr krönendes Ende.

## Freizeit
Im Ort gibt es eine Freizeitanlage mit einem etca 1,8 Hektar großen Naturbadesee, dem Erlenweiher. Zur Anlage gehört auch ein Campingplatz.

## Söhne und Töchter des Ortes
- Elke Hermannsdörfer (* 1947), Schriftstellerin